# Güttersbach (Crumbach)
Der Güttersbach ist der linke Quellbach des Crumbachs und ein gut einen Kilometer langer Bach im Odenwald, der im  hessischen Odenwaldkreis verläuft.

## Geographie

### Verlauf
Der Güttersbach entspringt im Odenwald westlich von  Fränkisch-Crumbach. Er fließt westlich von  Fränkisch-Crumbach  mit dem Bach an der Frohndelle zum Crumbach zusammen.

### Flusssystem Gersprenz
- Fließgewässer im Flusssystem Gersprenz